# Neuville-sur-Brenne
Neuville-sur-Brenne ist eine französische Gemeinde mit 890 Einwohnern (Stand: 1. Januar 2022) im Département Indre-et-Loire in der Region Centre-Val de Loire; sie gehört zum Arrondissement Loches und zum Kanton Château-Renault. Die Einwohner werden Neuvillois genannt.

## Geographie
Neuville-sur-Brenne liegt etwa 30 Kilometer nordöstlich von Tours. Umgeben wird Neuville-sur-Brenne von den Nachbargemeinden Authon im Norden und Osten, Villechauve im Nordosten, Saunay im Osten, Château-Renault im Süden sowie Le Boulay im Südwesten.

## Bevölkerungsentwicklung
| Jahr                      | 1962 | 1968 | 1975 | 1982 | 1990 | 1999 | 2006 | 2013 |
| Einwohner                 | 214  | 231  | 250  | 368  | 516  | 623  | 683  | 888  |
| Quelle: Cassini und INSEE |      |      |      |      |      |      |      |      |

## Sehenswürdigkeiten

Kirche Notre-Dame

- Kirche Notre-Dame